# 大萊訥河 (亞亨河支流)
47°35′53″N 11°26′53″E / 47.598°N 11.448°E

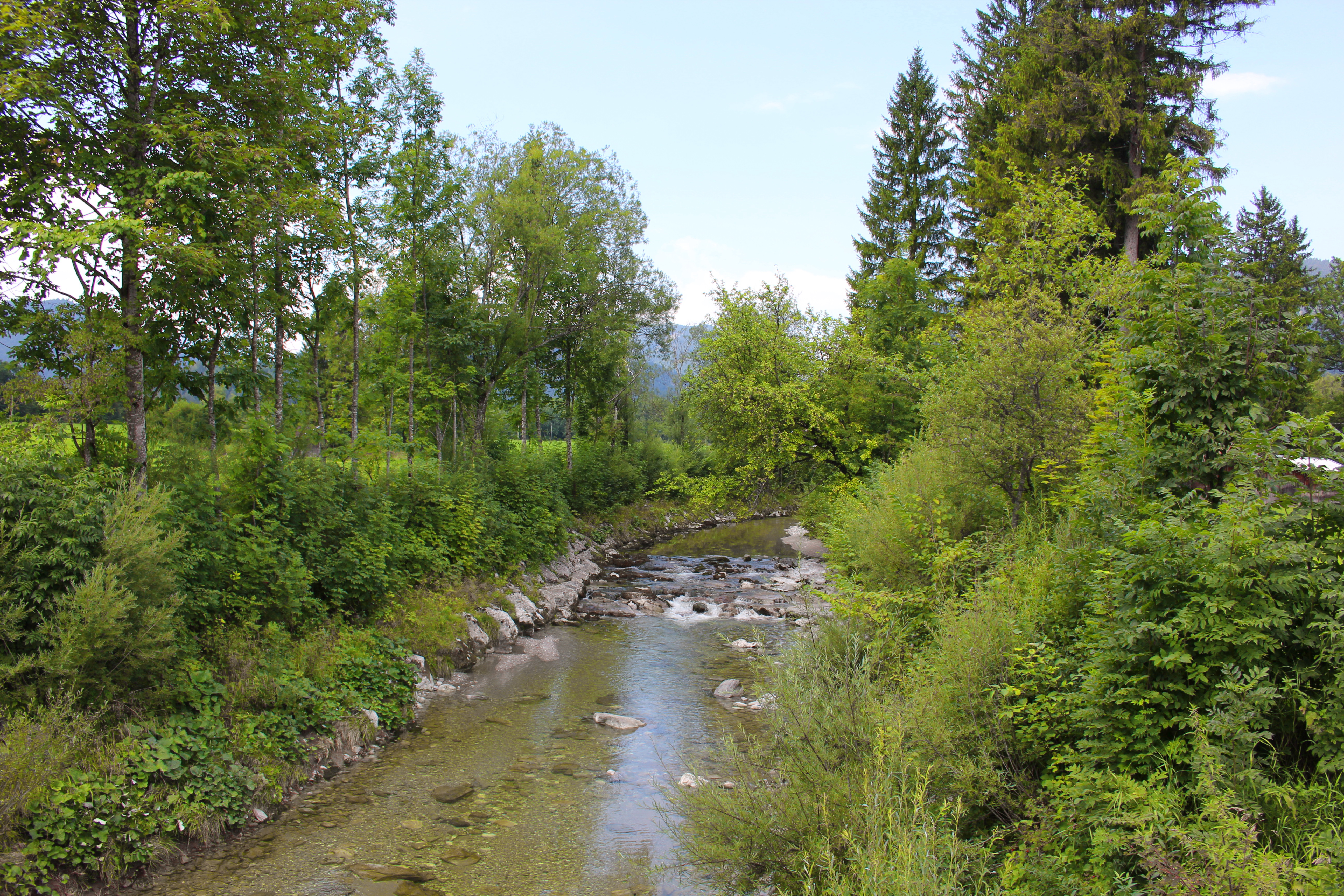

大萊訥河是德國的河流，位於該國東南部，由巴伐利亞負責管轄，屬於亞亨河的左支流，河道全長5.9公里，發源自貝內迪克滕萬德山南坡。